# Mycetophagus multipunctatus
Mycetophagus multipunctatus är en skalbaggsart som beskrevs av Fabricius 1792. Mycetophagus multipunctatus ingår i släktet Mycetophagus, och familjen vedsvampbaggar. Arten är reproducerande i Sverige.